# Stary cmentarz żydowski w Końskowoli
Stary cmentarz żydowski w Końskowoli – został założony w XVI wieku. Znajdował się przy ul. Spokojnej. Został zniszczony podczas II wojny światowej. Obecnie w miejscu cmentarza znajdują się budynki mieszkalne.